# Seya-ku (Yokohama)
Seya-ku (瀬谷区?) es uno de los 18 distritos administrativos que conforman la ciudad de Yokohama, la capital de la prefectura de Kanagawa, Japón. Tenía una población estimada de 121 697 habitantes el 1 de septiembre de 2020 y una densidad de población de 7088 personas por km².

## Geografía
Seya-ku está localizado en la parte oriental de la prefectura de Kanagawa, y en el límite noroeste de la ciudad de Yokohama. El área es en gran parte plana, con pequeñas colinas dispersas. Limita con los barrios de Asahi-ku, Midori-ku e Izumi-ku, así como con las ciudades de Yamato, Kanagawa y Machida en Tokio.

## Demografía
Según los datos del censo japonés, la población de Seya-ku ha crecido en los últimos 40 años.
| 101,124                                    | 111,275 | 119,575 | 121,489 | 121,711 | 127,405 | 126,913 | 124,560 | 122,828 | 122,166 |
| (Fuente: Oficina de Estadísticas de Japón) |         |         |         |         |         |         |         |         |         |